# Îlot de Campanário
L'îlot de Campanário (en portugais : Ilhéu do Campanário) ou îlot de São Jorge (Ilhéu de São Jorge) ou encore îlot de Lapa (Ilhéu da Lapa) est un îlot situé dans la freguesia de Campanário, dont la municipalité est Ribeira Brava, à Madère, au Portugal.